# Søren Kierkegaard

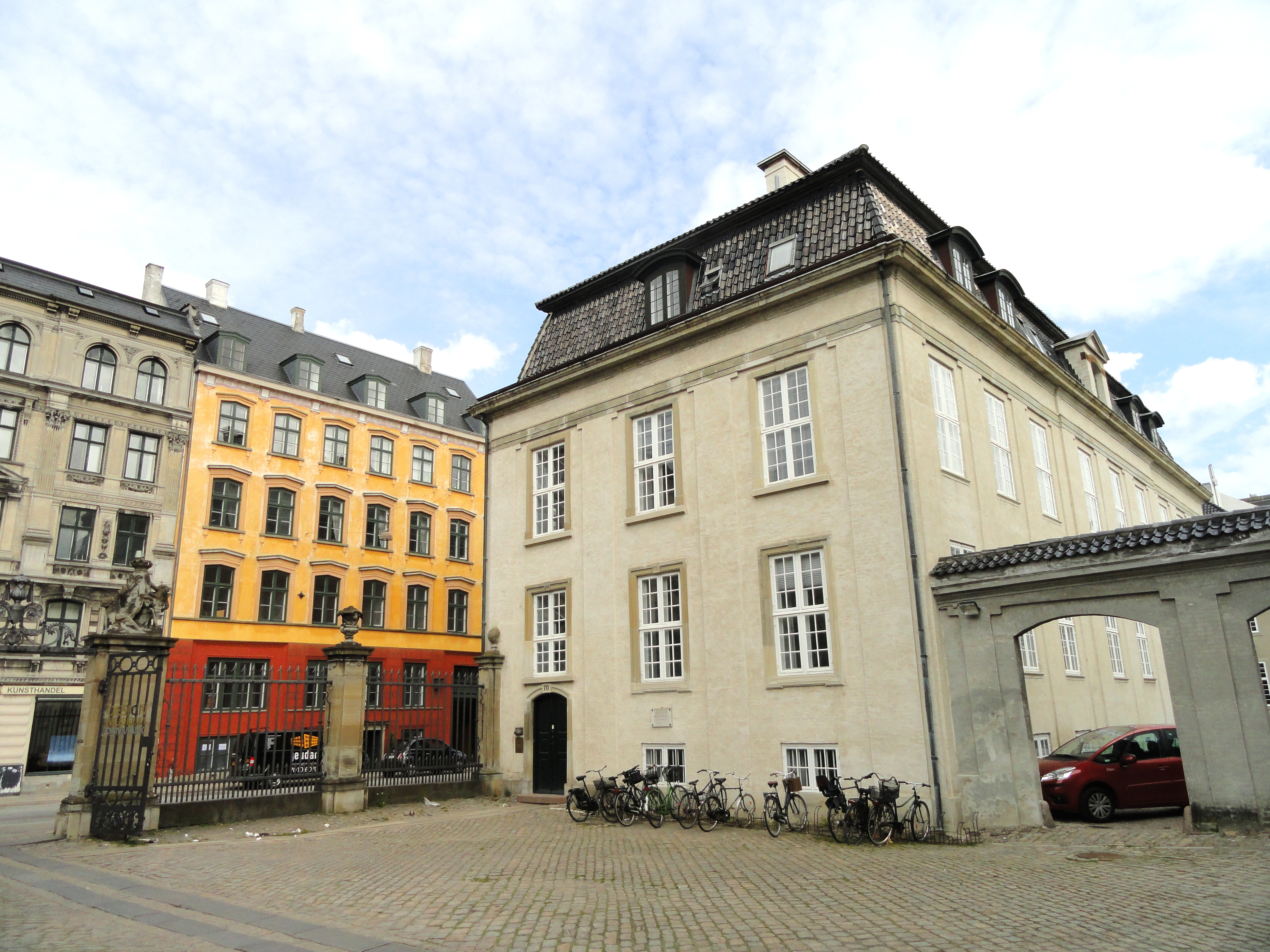
Dom, w którym zmarł Kierkegaard

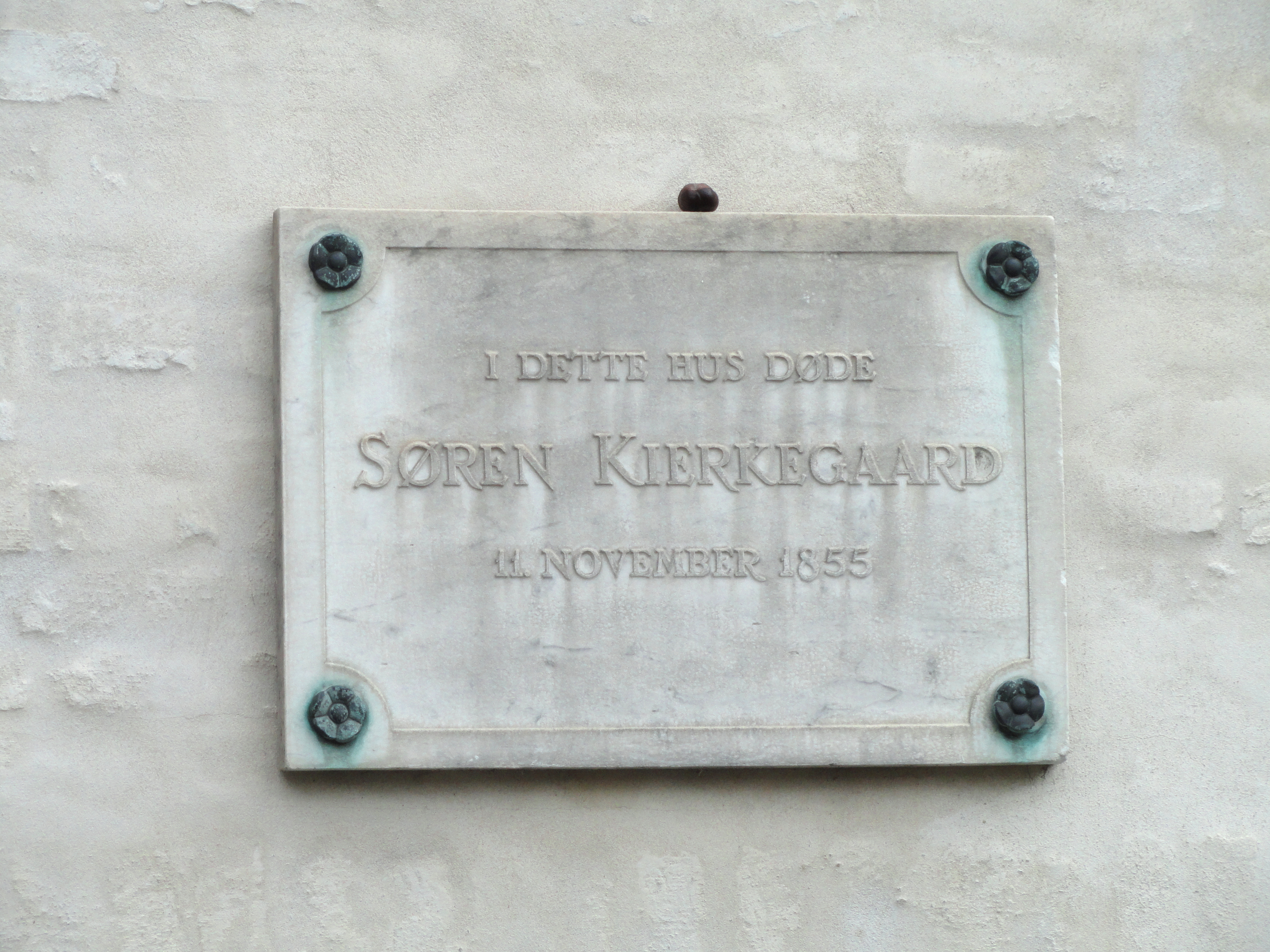
Tablica pamiątkowa wywieszona na domu

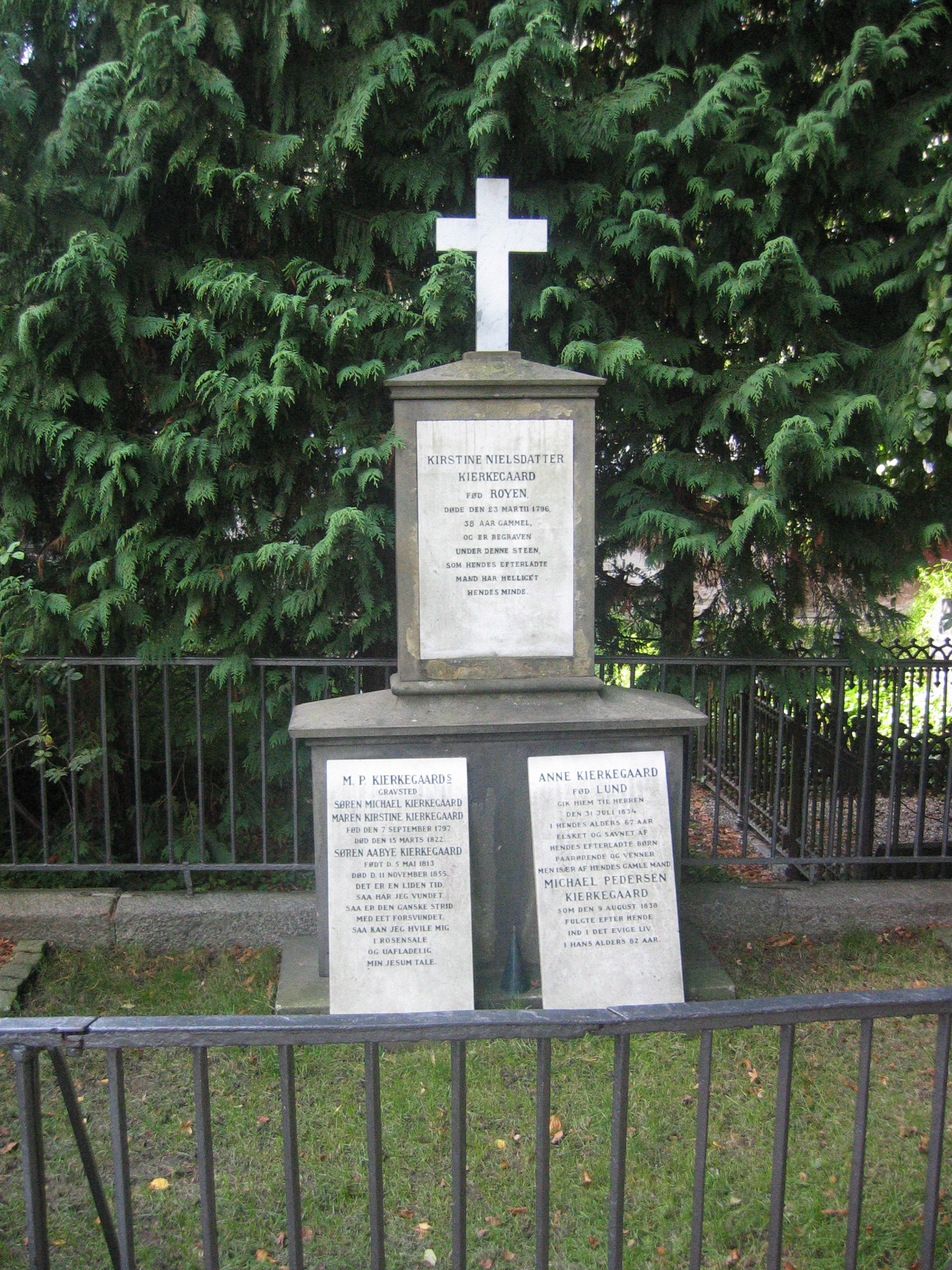
Grób Kierkegaarda

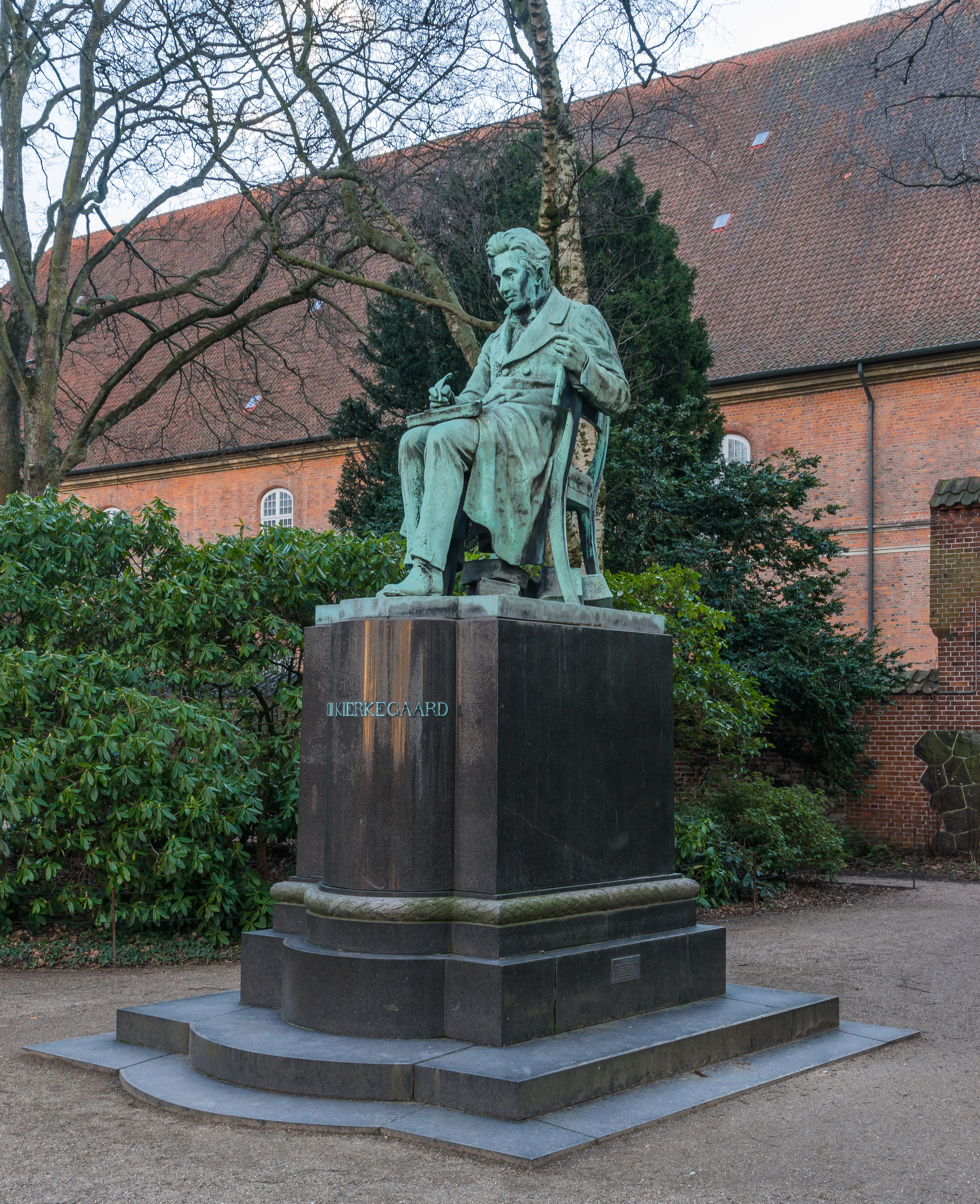
Pomnik Kierkegaarda w Kopenhadze stworzony przez Louisa Hasselriisa

Søren Aabye Kierkegaard ([ˈsɶːɐn ˈɔˀˌpyˀ ˈkʰiɐ̯kəˌkɒˀ]ⓘ) (ur. 5 maja 1813 w Kopenhadze, zm. 11 listopada 1855 tamże) – duński filozof, poeta romantyczny i teolog, uznawany za jednego z prekursorów filozofii egzystencjalnej, zwłaszcza jej chrześcijańskiego nurtu; nazywany czasem „Sokratesem Północy”. Wywarł wpływ nie tylko na rozwój XX-wiecznej filozofii czy teologii, ale również biblistyki, literatury, sztuki, a nawet psychologii.
Myśl Kierkegaarda była zasadniczo próbą interpretacji kluczowych pojęć chrześcijaństwa. Ukształtowała się ona pod wpływem głębokiej religijności domu rodzinnego poety i przejawianej przez jego ojca, Michaela Pedersena Kierkegaarda, obsesji grzechu oraz zakorzeniania w duchowości syna poczucia religijnego posłannictwa. Duży wpływ na jego filozofię miały również zerwane zaręczyny z Reginą Olsen. Jego poglądy filozoficzne stały w ostrej opozycji do myśli Hegla oraz w pewnej kontynuacji Pascala, św. Augustyna i Schellinga.

## Życiorys
Filozof rzadko opuszczał Kopenhagę, pięć razy był za granicą. Mimo niezbyt wielu interesujących zdarzeń, życie Kierkegaarda stało się legendą literacką. Wielu biografów utrzymuje, że wydarzenia i mity rodzinne, i w ogóle wszystkie wydarzenia z życia filozofa przed 1843, zdeterminowały jego myśl do tego stopnia, że stanowią klucz do jej zrozumienia. Karol Toeplitz przestrzega jednak, by nie kłaść w interpretacji filozofii Kierkegaarda nadmiernego nacisku na jego życie twierdząc, że nie należy rozumieć jej jako prostej eksplikacji wydarzeń jego życia prywatnego – przyznając jednak przy tym, że wywarły one na nią swoiste piętno.

### Dzieciństwo
Ojciec Kierkegaarda, Michael Pedersen Kierkegaard (1756–1838), wywarł silny wpływ na charakter i myśli filozofa. Życie jego i jego rodziny kształtował przede wszystkim tajemniczy występek, który popełnił, nieznany nam, a wyjawiony synowi, dopiero gdy dorósł – było to prawdopodobnie przekleństwo rzucone w dzieciństwie na Boga lub pozamałżeński romans.
Michael urodził się i dorastał w ubogiej rodzinie rolników w zachodniojutlandzkiej wiosce Saedding. Jego dzieciństwo przebiegało w trudnych warunkach. Pierwszym i istotnym ogniwem mitu rodzinnego Kierkegaarda było wydarzenie z życia jego ojca, gdy ten, głodny i zziębnięty musiał do późna paść owce, przeklął Boga. Ojciec Kierkegaarda wychowywał się w surowej religijności braci morawskich, której do końca życia pozostał wierny – w tym, że jako dziecko przeklął Boga badacze życia Kierkegaarda upatrują klucza do zrozumienia dziwaczności życia całej rodziny Sørena. Kierując się biblijnym rozumieniem grzechu, Michael Kierkegaard żywił przekonanie, że za jego grzech Bóg będzie stale karać całą jego rodzinę. O samym tym wydarzeniu długo milczał, było przy tym prawdopodobnie powodem, dla którego utrzymywała się w jego domu atmosfera tajemnicy i lęku połączona z religijnym żarem i ascetyczną pobożnością.
Michael Kierkegaard wyjechał do Kopenhagi gdy miał 12 lat, by podjąć pracę u swojego wuja - kupca. W wieku 24 lat założył własne przedsiębiorstwo, które prowadził przez 16 lat, dorabiając się majątku. W wieku 40 lat porzucił aktywny tryb życia, a majątek zainwestował w obligacje, żyjąc odtąd z dywidend. Sześć kamienic w Kopenhadze przynosiło duże dochody z czynszu. Pierwsza żona Michaela Kierkegaarda, Kristine, z którą ożenił się w 1794, zmarła bezdzietnie po dwóch latach małżeństwa. Rok po śmierci pierwszej żony, 4 kwietnia 1797 poślubił swą gospodynię, Ane Sorwnsdatter Lund, matkę Sørena. 7 lipca urodziło się ich pierwsze dziecko. Było to dziecko nieślubne, co w protestanckiej XIX-wiecznej Danii uznawane było za szczególnie gorszące. Nieślubne pierwsze dziecko Michaela Kierkegaarda było drugim ogniwem rodzinnego mitu, grzechem bardzo przeżywanym przez niego i przez Sørena. Ane i Michael Kierkegaardowie mieli siedmioro dzieci, z których Søren był najmłodszy.
Drugie małżeństwo Michaela Kierkegaarda zawarte zostało w specyficznych okolicznościach: tak wcześnie po śmierci pierwszej żony, że można przypuszczać, że związek ten mógł trwać jeszcze w czasie pierwszego małżeństwa; zostało też zawarte z – co było bardzo rzadkie w tych czasach – ostrymi zastrzeżeniami majątkowymi, dającymi żonie w razie rozwodu tak marne warunki finansowe, że kontrakt małżeński oprotestowała władza opiekuńcza. Peter P. Rhode wyraża z tego powodu przypuszczenie, że Michael Kierkegaard przewidywał szybki rozpad małżeństwa, że Anne została uwiedziona lub nawet zgwałcona. Jest w każdym razie faktem, że uboga i niewykształcona matka Sørena nie budziła gorących uczuć Michaela ani nie wywierała dużego wpływu na życie rodziny. Rhode porównuje ją do zatroskanej i opiekuńczej kwoki, niepasującej do tajemniczej, religijnej i intelektualnej atmosfery domu. W przeciwieństwie do ojca, odgrywającego wielką rolę w kształtowaniu charakteru i intelektu filozofa, Anne Kierkegaard nie miała dla niego wielkiego znaczenia, ani razu nie pojawia się w jego obszernych dziennikach.
Søren mawiał o sobie, że jest dzieckiem starości – przyszedł na świat 5 maja 1813, gdy jego ojciec miał 56 lat, a matka 45. Jego rodzeństwo zmarło młodo, przed ukończeniem 33. roku życia ("wieku Jezusowego"), matka w 1834 – śmierci te potęgowały atmosferę lęku. Więzi między Sørenem a ojcem były bardzo silne – mimo surowości ojca, darzyli się całkowitym wzajemnym zaufaniem. Był jego ulubionym dzieckiem. Po ojcu Søren przejął żywą wyobraźnię i religijną melancholię oraz zamiłowanie do pracy myślowej i dialektyki. Wyrobił on w nim także silne poczucie obowiązku, zawsze obecne w religijności pietystycznej – od 1821 Søren uczęszczał do kopenhaskiej Borgerdydsskollen; przyszły filozof pisze w swych dziennikach, że szeroka swoboda pozostawiana mu przez ojca w sprawach szkolnych przymuszała go do szczególnej obowiązkowości i pilności, której konieczność odczuwał niezwykle silnie. We wczesnym dzieciństwie ojciec rzadko pozwalał mu opuszczać dom – spacery po mieście zastępowały spacery po salonie. Ojciec i syn chodząc po mieszkaniu udawali wtedy, że chodzą po Kopenhadze: ojciec opowiadał o wymyślonych widokach i przeszkodach, które napotykali, pozdrawiał ludzi, wymieniał uwagi. Często pozwalał też dziecku przysłuchiwać się rozmowom dorosłych. W domu Kierkegaardów bywały najwybitniejsze osobistości Kopenhagi, w tym bardzo szanowany arcybiskup Zelandii Jakob Mynster. Ojciec stosował wtedy specyficzną metodę wychowawczą – dialektyczna dyskusja, w czasie której rozmówca rzeczowo i jasno przedstawiał rozmówcy swoje stanowisko, na co Michael odpowiadał starając się odwrócić argumenty, mogła trwać godzinami. Często były to rozmowy o teologii, której ojciec Sørena oddawał się z wielkim zapałem. Po latach żywił wobec ojca sprzeczne uczucia – od podziwu i uwielbienia do potępienia jego surowego systemu wychowawczego.

### Lata studiów
W 1830 Kierkegaard zdał maturę i zapisał się na studia teologiczne w Uniwersytecie Kopenhaskim – należy zauważyć, że w protestanckim kręgu kulturalnym bardzo wielu wybitnych filozofów miało wykształcenie teologiczne. W czasie studiów zapoznał się gruntownie także z filozofią, zwłaszcza starożytną etyką i estetyką. Studia filozoficzne i teologiczne miały go przygotować do piastowania urzędu pastora, którym jednak ostatecznie nie został. W uniwersytecie dominował wciąż wtedy dawny, XVIII-wieczny racjonalizm, ale wśród młodych coraz większe wpływy zdobywał sobie romantyzm niemiecki, zwłaszcza za sprawą Grundtviga.
W uniwersytecie młody Kierkegaard zawiązał wiele ważnych dla swojego rozwoju intelektualnego znajomości, m.in. z Grundtvigiem i Hansem Martensenem. Grundtvig był wtedy u szczytu możliwości twórczych. Sam Kierkegaard nie cenił tego przechodzącego od romantyzmu do bardzo osobistej i afektowanej wizji chrześcijaństwa myśliciela. Filozofia niemiecka pociągała go natomiast silnie, zwłaszcza heglizm. Do Martensena młody Kierkegaard uczęszczał na manudukcje (prywatne ćwiczenia powszechne w duńskich uniwersytetach) – również on pozwolił mu zaznajomić się z Heglem, a także Schleiermacherem. Martensen, wychowany we Flensburgu, naturalnie uczestniczył w życiu umysłowym Niemiec, a Schleiermacher, którego cenił nie mniej niż Hegla, był jego osobistym przyjacielem. Interesował się także myślą katolika Fraza Baadera, która odwiodła go od heglizmu, i do jego systemu zakładającego byt jako pewien zespół przeciwieństw, które należało znosić dodała myśl, że by do takiego jednolitego ujęcia bytu dojść, filozofia musi przyjmować nie po heglowsku autonomiczny, ale religijny punkt wyjścia. Dlatego też wpajał studentom maksymę św. Anzelma, że do zrozumienia wiary potrzebne jest jej przyjęcie: pogląd ten wydał się Kierkegaardowi zbyt prosty i odstraszył go od Martensena. Filozof miał odtąd do końca życia zwalczać możliwość pogodzenia wiary i rozumu, a Martensen miał stać się jego nieprzejednanym wrogiem. Zwalczanie podstawowej idei Martensena, że możliwe jest stworzenie syntezy o charakterze absolutnym i uniwersalnym, w której wiara staje się zgodna z rozumem a wszelkie przeciwieństwa jednością, Kierkegaard jako dojrzały już filozof uznał za swoje główne zadanie. Drogi życiowe Kierkegaarda i Martensensa miały krzyżować się jeszcze często, ale powoli zaczęła się uwidaczniać skrywana początkowo niechęć. Wielkie znaczenie dla zapoznania się Kierkegaarda z heglizmem miał jednak Johan Ludvig Heiberg - duchowy dyktator duńskiego świata artystycznego, pisarz i krytyk, mąż Johanne Luise Heiberg. Filozofia heglowska upowszechniła się w Danii głównie właśnie dzięki Heibergowi, i to za sprawą jego prywatnego „oświecenia” – z którego zresztą nienawidzący w późniejszych latach heglizmu Kierkegaard miał później szydzić.
Śmierć rodzeństwa i matki stała się kolejnym ogniwem mitu rodzinnego. Jeden z braci zmarł w wieku 12 lat, najstarsza z sióstr w wieku 25 lat. W 1832 – kolejna córka, w 1834 – kolejna córka, w 1834 – jeden z synów i matka, w 1835 – ostatnia z córek. Jedynie brat Peter Christian (1806–1888), późniejszy biskup, doczekał starości, przeżywając jednak w 1836 bardzo ciężką chorobę – jednak jego żona zmarła w 1837, po tylko dwóch latach małżeństwa. Wczesną śmierć rodzeństwa Kierkegaarda ojciec interpretował jako karę Boga za swój grzech. Sam Søren te niemal jednoczesne śmierci określił to jako „wielkie trzęsienie ziemi” – w domu panowała atmosfera grozy i stałego strachu przed śmiercią. Mit rodzinny głosił, że także pozostali przy życiu synowie umrą z pewnością przed osiągnięciem wieku chrystusowego: Peter w 1838, Søren w 1846, a ojciec przeżyje wszystkie dzieci. Dzienną datę swojej śmierci Søren obliczał sprawdzając datę swoich urodzin w księgach parafialnych.
W 1834 i 1835, gdy zmarły jego matka i siostry, Kierkegaard wyjechał do Gilleleje, by tam poszukiwać sensu życia. Rozpoczął w tym okresie pisanie dziennika - pierwszy zapis pochodzi z kwietnia 1834. Pierwsze zapisy są jeszcze chaotyczne i mają głównie charakter zapisków poetyckich, dopiero później dziennik stał się systematycznym zapisem przeżyć. Niektóre strony są wyrwane, niektórych faktów domyślać można się tylko z zapisów późniejszych. Dlatego też to podstawowe źródło biograficzne nie pozwala na rekonstrukcję wszystkich zdarzeń, zwłaszcza dla młodości Kierkegaarda wiele faktów pozostaje nieznanymi, wielu można się jedynie domyślać. Niejasny pozostaje zwłaszcza charakter grzechu ojca, który według zapisu z dziennika z 1844 miał on wyznać synowi niejasno i będąc pijanym.
W wieku 23 lat wyprowadził się z domu, choć jedynie na pół roku - osamotnionemu ojcu udało się przekonać syna, by wrócił do domu. Studia teologiczne nie sprawiały mu przyjemności, a nastrój domu przygnębiał go – coraz silniej odczuwał, że religijność ojca nie jest prawdziwym zawierzeniem Bogu, ale swoistym aktem rezygnacji. Od połowy lat 30. wiódł bardzo hulaszczy tryb życia: mimo otrzymywanej od ojca wysokiej, równej uposażeniu profesora akademickiego pensji, cały czas miał długi. Według przypuszczeń Petera P. Rhode jeśli występek ojca miał charakter seksualny, hulaszczy tryb życia mógł być rodzajem świadomej reakcji na ojcowską obłudę. Zaniedbywał studia, natomiast często przechadzał się z przyjaciółmi po mieście odwiedzając restauracje i kawiarnie. Jego poczucie humoru czyniło go cenionym kompanem. Miał przyjaciół w różnych środowiskach – wśród mieszczan, wśród artystów i literatów, a nawet w policji kryminalnej, do której żywił niewyjaśnioną słabość. Zerwały się natomiast jego znajomości z teologami. Interesował się bardzo żywo teatrem, operą i życiem muzycznym, nie ma natomiast dowodów na to, że pociągały go sztuki plastyczne i balet, mimo że rozwijały się one bardzo żywo we współczesnej Kopenhadze.
Do przyjaciół Kierkegaarda z tego okresu należał Andersen, który miał w literaturze zanegować „estetyczny tryb życia” w jakimś stopniu podobnie do sposobu, w jaki Kierkegaard zanegował go w filozofii. Szczególnie ważne były dla Sørena znajomości z filozofami Sibbernem i Møllerem, na których wykłady uczęszczał. Obaj byli zarazem poetami; obaj nie wnieśli do filozofii duńskiej rzeczywiście przełomowego wkładu, ale obaj też głównie dzięki swojej osobowości rozwinęli wśród młodzieży duńskiej zainteresowania filozoficzne. Obaj uważali, że nie można oddzielić filozofii od życia, co dla Kierkegaarda miało być szczególnie istotne. Dzięki Sibbernowi Kierkegaard zapoznał się z myślą Norwega Johana Welhavena, która wywarła na niego duży wpływ. Był on jednym z najbardziej znanych poetów romantyzmu norweskiego. Od niego - według relacji Sibberna – pochodzi przejęty przez Kierkegaarda przymiotnik „egzystencjalny” (więc pośrednio, nieużywany jeszcze ani przez Welhavena, ani Kierkegaarda – „egzystencjalizm”). Sam Sibbern początkowo był zwolennikiem modnego heglizmu, porzucił go jednak właśnie w przekonaniu, że nie prowadzi on do jedności filozofii i życia. Jego Angaaende Hegels Filosofi (Uwagi do filozofii Hegla) z 1838 wyrażają antyheglowską ideę rozwoju nielinearnego, sporadycznego: rozwój wywodzi się jednocześnie z wielu punktów i nigdy nie jest zakończony, dlatego też nie jest możliwe (wbrew Heglowi) utworzenie filozoficznego systemu Bytu. „Poezja życia” (czasem „ironia życia”) to w myśli Sibberna oderwania się od zastygłych form życia ze względu na sporadyczny charakter rozwoju: ta np. według Sibberna odrywając się od swoich zastygłych form życiowych profesorowie powinni czasem roznosić listy, zaś listonosze uczęszczać na uniwersytety, dzięki czemu w myśl koncepcji sporadycznego rozwoju uzyskają nowy, jasny pogląd na życie jako całość. Møller natomiast był w większym stopniu poetą niż filozofem, jego dzieła przypominają nastrojem Diapsalmata autorstwa Kierkegaarda. Jego to głównie podkreślanie znaczenia osobistej uczuciowości oraz postulowanie uzewnętrzniania się osobistej uczuciowości w filozofii. Poglądy obu miały stać się później poglądami wyrażanymi przez Kierkegaarda, obaj byli już w jakimś stopniu filozofami „egzystencjalnymi”.
Życie społeczne Kierkegaarda było w tym czasie dość intensywne. Ostatnie lata panowania Fryderyka VI to w Danii ostatnie lata absolutyzmu – miały wtedy miejsce pierwsze, skromne jeszcze reformy polityczne. Dwudziestodwuletni Kierkegaard, przeważnie obcy życiu społeczno-politycznemu, prowadził w tym czasie w korporacji studenckiej wykłady na temat prasy. Ogłosił też na ten temat trzy artykuły w redagowanym przez Heilberha czasopiśmie „Interimsblade”. W 1836 współorganizował też Duński Związek Muzyczny. Brał czynny udział w bieżącym życiu literackim. W 1837 wystąpił z bardzo ostrą krytyką pisarstwa Andersena, którego określał jako „płaczka”. Tej opinii o Andersenie nigdy nie miał zmienić. Sam Andersen początkowo bardzo się nią przejął, po latach jednak, w autobiografii Baśń mojego życia, opisywał całą sprawę z ironią i dystansem. Dzięki udziałowi w życiu publicznym Kierkegaard w latach 1834-1838 stawał się coraz bardziej znany jako bywalec, esteta i koneser. Rhode podkreśla, że wszystko, co wtedy czynił Søren, czynił przeciw ojcu: wbrew sobie chciał sprawiać wrażenie człowieka radosnego i o żywym temperamencie, w dziennikach stale poddawał krytyce chrześcijaństwo, zaciągał długi i upijał się, zaniedbywał studia, myślał nawet o porzuceniu teologii na rzecz prawa. W listopadzie 1836 udał się nawet, namówiony przez kolegów, do domu publicznego – uciekł jednak z niego w przerażeniu. Prawdopodobnie był to jego jedyny erotyczny kontakt z kobietą.

### Związek z Reginą Olsen

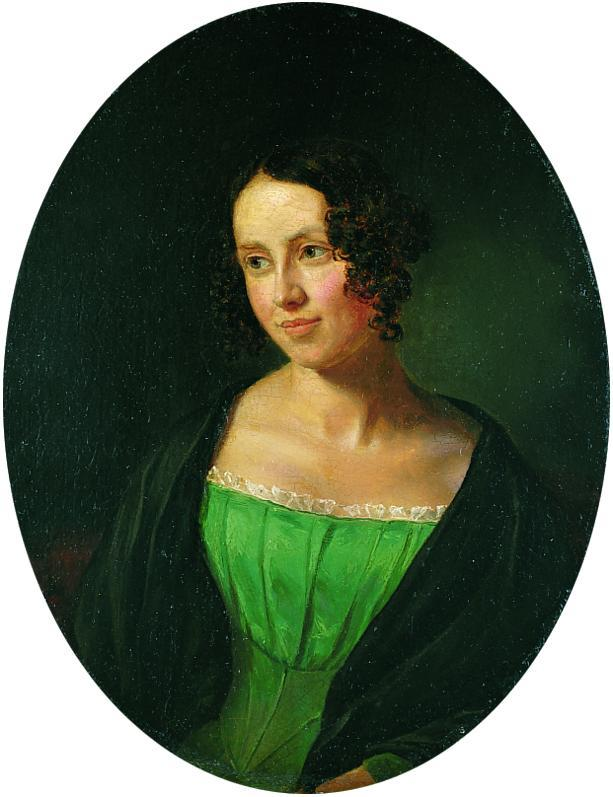
Regina Olsen w 1840

We wrześniu 1840 Kierkegaard zaręczył się z mającą wówczas 18 lat Reginą Olsen. Z niewyjaśnionych do końca powodów zaręczyny zostały zerwane rok później, z woli samego filozofa, bez żadnych widocznych umotywowań. Zdarzenie to na długie lata odbiło się na umyśle Kierkegaarda głęboką traumą, ale jednocześnie stało się bezpośrednim bodźcem do utworzenia przez poetę własnej filozofii miłości opartej na przesłaniu Pisma Świętego. W późniejszym czasie pisma Kierkegaarda dość enigmatycznie wyjaśniały przyczyny zerwania zaręczyn z Reginą Olsen. Jedno z wyjaśnień niesie mowa z Czynów miłości:

Załóżmy, że kochający widział, co było jego pragnieniem, że był kochany, lecz jednocześnie widział, że byłoby to skrajnie szkodliwe dla swoistości ukochanego, stałoby się jego wypaczeniem, niezależnie od tego, jak bardzo byłoby to upragnione: tak, wtedy miłość erotyczna jako taka nie jest w stanie ponosić tej ofiary. Lub załóżmy, że ukochany widział, iż stosunek stałby się ruiną kochającego, zupełnie unicestwiłby jego swoistość: tak, wtedy miłość erotyczna jako taka nie ma jednak siły do ponoszenia tej ofiary. Zaś prawdziwa miłość, poświęcająca się miłość, która kocha każdego człowieka wedle jego swoistości, chętna jest do poniesienia każdej ofiary: ona nie szuka swego

## Śmierć
Ostatnie czterdzieści dni swego życia Søren Kierkegaard był sparaliżowany. Drugiego października 1855 roku upadł nieprzytomny na kopenhaskiej ulicy. Przetransportowano go do Frederiks-Hospital przy Bredgade, gdzie nieco ponad miesiąc później, 11 listopada, zmarł. Niemal cały ten czas spędził przykuty do łóżka, nie mogąc samodzielnie chodzić czy wstawać. Diagnoza orzekała problemy z kręgosłupem. Najprawdopodobniej miał zapalenie nerwów, być może jakąś niezwykle ostrą rwę kulszową. 

## Kierkegaard-poeta
Przez współczesnych Kierkegaard uznawany był przede wszystkim za przedstawiciela duńskiej poezji epoki romantyzmu (sam określał siebie mianem poety religii), kontynuatora skrajnie irracjonalistycznej mistyki Mikołaja Fryderyka Seweryna Grundtviga, Johannesa Ewalda oraz Adama Gottloba Oehlenschlägera.

## Myśl
Inspirowany kręgiem poetów romantycznych Kierkegaard nie stworzył żadnego pełnego systemu filozoficznego (stąd też częste jednostronne oceny jego myśli). Jego prace są zatem raczej osobistymi, na wpół poetyckimi esejami, w których próbował rozprawiać się z własnymi, dręczącymi go wątpliwościami natury etyczno-religijno-egzystencjalnej. Przy okazji jednak rozważał szereg podstawowych zagadnień filozoficznych z teorii bytu i teorii poznania. Wnioski z tych rozważań stały w silnej opozycji do dominującego wówczas w filozofii racjonalizmu heglowskiego i panteizmu i za życia Kierkegaarda przeszły właściwie bez echa, przysłonięte pracami szwedzkiego filozofa religii, przedstawiciela obiektywnego idealizmu, Christophera Jacoba Boströma.

### Opozycja wobec Hegla
Jednym z podstawowych wątków myśli Kierkegaarda jest opozycja wobec królującej wówczas myśli Hegla. Kierkegaard broni wartości jednostki, każdego człowieka, zatraconego w wizji Hegla, skupionej na pojęciu "Absolutu".

Gdybym miał prosić epitafium na mój grób, poprosiłbym jedynie o takie 'ta jednostka', chociaż taka kategoria nie byłaby obecnie zrozumiana. Później będzie zrozumiana (...) jednostka jest i będzie punktem odniesienia, który ma zatrzymać ten panteistyczny zamęt".

W świecie myśli Heglowskiej nacisk jest położony na gatunek, na esencję. Kierkegaard chce pokazać wartość każdego człowieka, każdej egzystencji. "W świecie zwierząt, gatunek jest najwyższą rzeczą, jest ideałem; jednostka z kolei, jest rzeczywistością niepewną, przechodnią, która w sposób ciągły pojawia się i znika. Jedynie u ludzi, za sprawą chrześcijaństwa jest odwrotnie i jednostka jest czymś wyższym niż gatunek".

### Egzystencja
Myślenie i istnienie, ogólne i jednostkowe są sobie absolutnie przeciwstawne i nie ma przejścia od jednego do drugiego. Istnienie jest zasadniczym pojęciem w doktrynie Kierkegaarda. Reprezentuje ono nieustanne stawianie się, czyli przemianę w czasie. Istnieje tylko to, co jednostkowe. W tym właśnie sensie przedmiotem filozofii jest dla Kierkegaarda nie „istota”, lecz „egzystencja”.
Podstawowym zagadnieniem dręczącym Kierkegaarda, które przewijało się przez jego wszystkie dzieła, było poczucie absurdu śmiertelnej, ludzkiej egzystencji w obliczu czy to wszechmocy i nieskończoności Boga, czy też w obliczu niewiary w Boga i przyjmowania istnienia całkowicie obojętnej dla losu człowieka, wiecznie istniejącej przyrody. Całość jego twórczości można nazwać wyzwaniem rzuconym chrześcijańskiemu światu do zweryfikowania swej wiary w obliczu tegoż paradoksu egzystencji "w obliczu Boga".

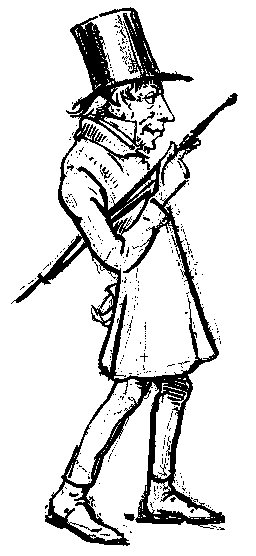
Karykatura S. Kierkegaarda autorstwa W. Marstranda

W pracy Stadia na drodze życia (Stadier paa Livets Vei 1843) Kierkegaard wyróżnił trzy etapy rozwoju osobowości:
1. estetyczny, charakteryzujący się dominacją pragnień egoistycznych; ponieważ realizacja tych pragnień jest zależna od warunków zewnętrznych; podstawowym nastrojem okazuje się rozpacz wynikająca z uświadomienia sobie możliwości utraty tych warunków;
2. etyczny, w którym jednostka wybiera siebie jako własne bycie, uniezależniając się od warunków zewnętrznych i włączając do społeczności ludzkiej; ten etap wywołuje poczucie winy wynikające z uświadomienia sobie własnej skłonności do zła; to stadium to krytyka całej moralności społeczeństwa luterańskiego, opartej na obowiązku; ta moralność w ostateczności kończy się na hipokryzji, ponieważ nikt nie jest w stanie o własnych siłach wypełnić wszystkich obowiązków;
3. religijny, oznaczający rozpoznanie w sobie grzesznika oraz powrót do Boga; w ten sposób odnajduje się prawdę o sobie i odnajduje się swoje właściwe miejsce; jest to stadium do którego powinien dążyć człowiek; zadaniem filozofa jest pomóc tym, którzy znajdują się w poprzednich stadiach dojść do najwyższego stadium. W swojej twórczości Kierkegaard poprzez ironię, podobną do tej Sokratesa, próbuje wejść w dialog z ludźmi ze stadiów estetycznego i etycznego oraz skłonić ich do wejścia w stadium religijne. Tę myśl wyraża w późniejszej pracy "Choroba na śmierć": "W pierwszej części tej pracy ukazywał się stopniowy wzrost w świadomości własnej jaźni (...). Ta świadomość własnej jaźni według naszych wcześniejszych rozważań poruszała się wewnątrz kategorii ludzkiej jaźni, lub takiej której miarą był człowiek. Ale ta jaźń osiąga nową jakość i nowe określenie, będąc właśnie jaźnią wobec Boga"[17].

Typ religijny Kierkegaard podzielił jeszcze na podtypy A i B. Podtyp A oznacza człowieka wierzącego, który jednak zamknięty jest w jakiś sposób w dogmatach Kościoła i zniewolony przez te surowe prawa, całkowicie nim podporządkowany.
Podtyp B jest człowiekiem, który wierzy głęboko w istnienie Boga i zarazem poszukuje dróg służących samodoskonaleniu.
Przy czym warto nadmienić, że w mniemaniu filozofa podtyp B jest niemożliwy do osiągnięcia, aczkolwiek należy do niego dążyć.
W Chorobie na śmierć (Sygdommen til Døden, 1848) Kierkegaard rozważał, z chrześcijańskiego punktu widzenia, śmierć duchową; stwierdził, że uwolnienie się z rozpaczy oznacza zbawienie, fizyczna choroba nie jest "chorobą na śmierć" tylko przejściem do nowego życia, zaś choroba, w której śmierć duchowa jest rzeczą ostateczną, to właśnie rozpacz.

### Religia i pojęcie wiary
W Bojaźni i drżeniu (Frygt og Bæven, 1843) padają pytania o związek etyki z religią – czy działania nieakceptowalne z punktu widzenia etyki są usprawiedliwione obowiązkiem wobec Boga? Czy można mówić o istnieniu takiego obowiązku? Czy bycie "rycerzem wiary" oznacza zamknięcie oczu na absurdy, do których ślepa wiara prowadzi? Czy lepiej pogrążyć się w bierności?
Jak zauważa Ludwig Wittgenstein, Kierkegaard wyraźnie oddziela wiarę od mądrości. W myśl duńskiego filozofa mądrość jest beznamiętna, nie stanowi decyzji lecz analizę świata. Przeciwnie wiara, która jest namiętnością i dlatego rzuca „rycerzy wiary” w irracjonalizm.
Sam Kierkegaard był zwolennikiem pietyzmu, nurtu w luteranizmie.

### Wpływ i inspiracje
Za życia pozostawał prawie nie znany, lecz wraz z końcem XIX wieku doktryna Kierkegaarda stała się przedmiotem zainteresowania w Niemczech oraz w innych krajach zachodnioeuropejskich. Zainteresowanie filozofią Kierkegaarda wzmogło się zwłaszcza po drugiej wojnie światowej.
Kierkegaard pisał swoje dzieła w całkowitym odosobnieniu i oderwaniu od jakichkolwiek prądów filozoficznych. Dopiero 50 lat po jego śmierci jego twórczość zaczęła inspirować filozofów – Jaspersa, Sartre'a, Heideggera.

## Dzieła

### Przekłady na język polski

#### Przekłady całościowe
- Bojaźń i drżenie. Choroba na śmierć (Frygt og Bæven. Sygdommen til Døden), przeł. Jarosław Iwaszkiewicz, Państwowe Wydawnictwo Naukowe, 1972
- Albo-albo (Enten-eller), t. 1 przeł Jarosław Iwaszkiewicz, t. 2 przeł Karol Toeplitz, BKF, PWN, Warszawa 1976 (wyd. 2 Warszawa 1982)
- Okruchy filozoficzne. Chwila (Philosophiske Smuler. Øieblikket), przeł. Karol Toeplitz, BKF, PWN, Warszawa 1988
- Powtórzenie. Próba psychologii eksperymentalnej przez Constantina Constantinusa (Gjentagelsen. En Forsøg i den experimenterende Psychologi af Constantin Constantinus), przeł. Bronisław Świderski, Aletheia, Warszawa 1992
- Pojęcie lęku: psychologicznie orientujące proste rozważanie o dogmatycznym problemie grzechu pierworodnego przez Virgiliusa Haufniensis (Begrebet Angest. En simpel psychologisk-paapegende Overveielse i Retning af det dogmatiske Problem om Arvesynden), przeł. Alina Djakowska, Aletheia, Warszawa 1996
- O pojęciu ironii z nieustającym odniesieniem do Sokratesa (Om Begrebet Ironi med stadigt Hensyn til Socrates), przeł. Alina Djakowska, Wydawnictwo KR, Warszawa 1999
- Pojęcie lęku. Proste rozważania o charakterze psychologicznym, odniesione do dogmatycznego problemu grzechu pierworodnego autorstwa Vigiliusa Haufniensisa (Begrebet Angest. En simpel psychologisk-paapegende Overveielse i Retning af det dogmatiske Problem om Arvesynden), przeł. Antoni Szwed, Antyk, Kęty 2000 (wyd. 2 De Agostini, Warszawa 2002)
- Powtórzenie. Przedmowy. List otwarty Constantina Constantiusa do Pana Profesora Heiberga (Gjentagelsen. Forord. Sendebrev til Hr. Professor Heiberg R. af D. fra Constantin Constantius), przeł. Bronisław Świderski, W.A.B., Warszawa 2000
- Wprawki do chrześcijaństwa Anti-climacusa wydane przez S. Kierkegaarda (Indøvelse i Christendom af Anti-climacus udgivet af S. Kierkegaard), przeł. Antoni Szwed, Antyk, Kęty 2002 (wyd. 2 De Agostini, Warszawa 2004)

#### Pisma w wyborze
- Kierkegaard Gift dig, gift dig ikke, du vil fortryde begge dele, og andre korte tankevækkende tekster, ved Jens Staubrand. København 2012. [Kierkegaard Marry, marry not, and other short thought-provoking texts, by Jens Staubrand – the books is only in Danish] ISBN 978-87-92510-08-2
- Kierkegaard Breve og notater fra Berlin, ved Jens Staubrand, København 2012. [Kierkegaard Letters and Notes from Berlin, by Jens Staubrand – the book is in Danish] ISBN 978-87-92510-07-5
- Kierkegaard Den første Kærlighed og andre tekster om drama, ved Jens Staubrand [Kierkegaard The first Love, and other texts on drama – the book is in Danish], Copenhagen 2010, ISBN 978-87-92510-00-6
- Jens Staubrand: Søren Kierkegaard’s Illness and Death / Søren Kierkegaards Sygdom og Død, Copenhagen 2009,ISBN 978-87-92259-92-9, in English and Danish
- Jens Staubrand: Kierkegaard International Bibliography Music Works and Plays, Copenhagen 2009, ISBN 978-87-92259-91-2. In English and Danish.
- Wybór pism (obejmujący fragmenty Albo-albo, Bojaźni i drżenia i Chwili), przeł. M. Bienenstock, Lwów 1914
- Dziennik (wybór) (Papirer), przeł. Antoni Szwed, TN KUL, Lublin 2000
- O trudnościach bycia chrześcijaninem (antologia) (wybór tekstów z przekładów wcześniejszych), red. Kamil Frączek, Wydawnictwo M, Kraków 2004